# Murphy Anderson

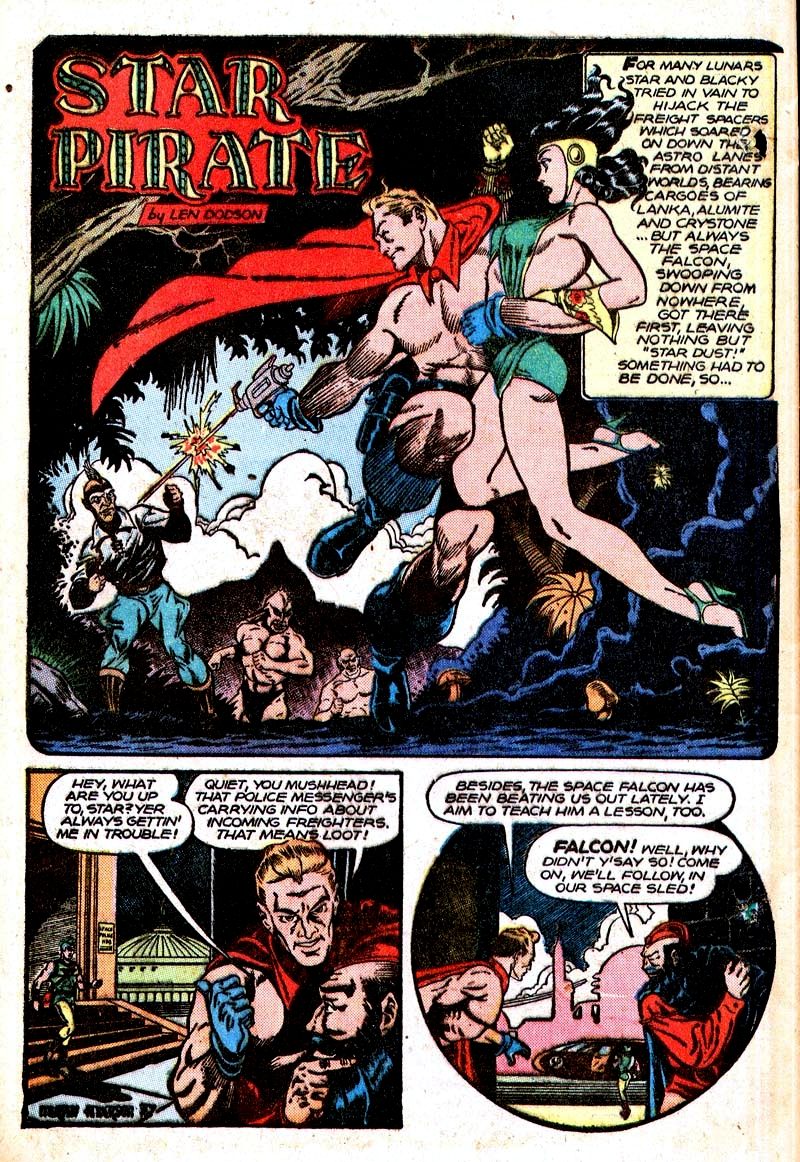
arte de Murphy Anderson para a série Star Pirate da revista Planet Comics #50, Setembro de 1947, Fiction House.

Murphy Clyde Anderson (9 de  julho de 1926 - 23 de outubro de 2015) foi um quadrinista e arte-finalista estadunidense que trabalhou para a indústria de quadrinhos da década de 1930 a 1990. Ele é mais conhecido por seu trabalho como arte-finalista da DC Comics.

## Carreira
Anderson iniciou a carreira em 1944 na editora Fiction House, entre 1947 e 1949, ilustrou a tira de jornal de Buck Rogers, ao lado de Will Eisner, colaborou com a revista do  exército americano, PS, The Preventive Maintenance Monthly, na década de 1950, começou a colabora com a DC, onde ilustrou e arte-finalizou as revistas Superboy; Superman, Superman Family, Action Comics, Superman’s Pal Jimmy Olsen, The Atom, The Atom and Hawkman, Detective Comics, DC Comics Presents, The Flash, Green Lantern, Hawkman, Korak Son of Tarzan, The Spectre, Mystery in Space, Strange Adventures, World’s Finest, entre outras.

## Obras

### Aardvark-Vanaheim
- Cerebus Jam #1 (1985)

### Aida-Zee Comics
- Aida-Zee #1 (ilustrador, assistido por Dan Zolnerowich) (1990)

### Comico Comics
- Jonny Quest #9 (1987)

### DC Comics
- Action Comics #379, 393–424, 426–428, 430–433, 485, 544, 600, 700 (inker) (1969–1994)
- Action Comics Weekly #613–641 (inker) (1988–1989)
- Adventure Comics #383, 453 (inker) (1969–1977)
- The Atom #1–11, 13 (inker) (1962–1964)
- The Atom and Hawkman #39–41, 43–44 (1968–69)
- Batman #254 (inker) (1974)
- The Brave and the Bold #28, 47 (inker); #61–62 (1960–1965)
- DC Comics Presents #5, 8; #67–68, 95 (inker) (1979–1986)
- DC Special Series #11 (inker) (1978)
- DC Super Stars #12 (inker) (1977)
- Detective Comics (Elongated Man) #357, 359–360, 377; (Batgirl) #384–385, 388–389, 392–393, 396–397 (inker); (Robin) #390–391, 394–395 (inker); (Batman) #431–432 (inker) (Jason Bard) #431, 433 (inker); (the Atom) #432 (1973); (Hawkman) 480 (1966–1978)
- Falling In Love #118 (1970)
- The Flash #110–111, 114–115, 117–119, 121, 148–150, 152, 195, 200–204, 206–208 (inker) (1959–1971)
- Girls' Love Stories #150 (inker) (1970)
- Girls' Romances #149, 151 (1970)
- Green Lantern vol. 2 #1, 4, 9–10, 16, 21, 71, 73–74, 137 (inker) (1960–1981)
- Hawkman #1–21 (1964–1967)
- Heroes Against Hunger #1 (inker) (1986)
- House of Mystery #37; #198, 212, 302 (inker) (1955–1982)
- House of Secrets #91 (1971)
- Korak, Son of Tarzan #52–56 (1973–1974)
- My Greatest Adventure #42 (1960)
- Mystery in Space #2, 4, 7–17, 45–48; (Adam Strange) #56–59, 61–70, 72, 74–83, 85, 87–91 (inker) (1951–1964)
- The New Teen Titans vol. 2 #15 (inker) (1985)
- Our Army at War #28, 31 (1954–1955)
- Phantom Stranger #1, 4–6 (1952–1953)
- Phantom Stranger vol. 2 #4–5 (1969–1970)
- Secret Origins (Doll Man) #8; (Uncle Sam) #19; (Black Condor) #21 (1986–1987)
- Showcase (the Atom) #34–36 (inker); (I-Spy) #50 (inker); (Doctor Fate) #55–56; (Spectre) #60–61, 64 (1965–66)
- Spectre #1; 6–8 (inker) (1967–1969)
- Strange Adventures #9-11, 44, 53, 55, 94, 96, 99, 111, 115, 119, 121–122, 124–125, 127–128, 130–131, 133, 13–137, 139–140, 142–143, 145–146, 148–149, 151–152, 154–155, 159, 161–163, 227; (Captain Comet) #12–44; (Atomic Knights) #117, 120, 123, 126, 129, 132, 135, 138, 141, 144, 147, 150, 153, 156, 160; (Adam Strange) #222, 226 (1951–1970)
- Superboy #167–172, 175–184, 186–195, 197 (inker) (1970–1973)
- Superman #233–238, 241–244, 246–251, 253–270, 411, Annual #10 (inker); (Fabulous World of Krypton) #233; (Private Life of Clark Kent) #270 (1970–1985)
- The Superman Family #186 (inker) (1977)
- Superman's Pal Jimmy Olsen (full art) #129–130, 132; (Superman and Jimmy Olsen heads re-drawn over Jack Kirby layouts) #136–139, 141–145, 148 (1969–1972)
- Superman: The Wedding Album #1 (inker) (1996)
- Tales of the Unexpected #50 (1960)
- Tarzan (backup stories) #207, 209, 217–218 (1972–1973)
- The Unexpected #118–119, 122, 208 (1970–1981)
- Weird Worlds (John Carter of Mars) #1–3 (1972–1973)
- Witching Hour #38 (1974)
- World's Finest Comics (Tommy Tomorrow) #121–122; (Super-Sons) #216, 221 (inker); (Superman and Batman) #217, 220, 244–246, 256 (inker); (Hawkman) #256 (1961–1979)[18]
- Image Comics[edit]
- Shadowhawk #9 (1993)
- Marvel Comics[edit]
- Suspense #7 (1951)